# グレムリン2 新・種・誕・生
『グレムリン2 新・種・誕・生』（Gremlins 2: The New Batch）は、1990年に製作されたアメリカの映画。1984年の映画『グレムリン』の続編。『バッグス・バニー』のアニメーションで本編が始まり、『ランボー』（1982年）が劇中のテレビに登場するなど、様々なパロディが見られる。

## ストーリー
ニューヨークにやって来たビリーとケイトは、不動産王ダニエル・クランプが支配する高層ビルのクランプ・センターで働いていた。チャイナタウンの再開発を計画するクランプは、ダウンタウンの破壊工事を始める。そこで研究所員が逃げ隠れていたギズモを発見し、センターに連れてゆく。
ギズモは研究材料にされかかっているところをビリーに助けられるが、ビリーの不在時に水を浴びてしまい、ギズモからグレムリンが生まれてしまう。そうして再び大量発生したグレムリンたちはクランプ・センターを占拠し、人々はパニックに陥る。
また、グレムリンたちのリーダー格にあたるモホークはギズモをいじめていたが、ついには返り討ちに遭って死んでしまう。また、他のグレムリンたちはビリーがホールで作動させたスプリンクラーに誘われて集合し、水を浴びたところへ電話回線から解放された別のグレムリン・エレキが飛び込み、高圧電流に感電して一個体を残し全滅した。

## 登場人物
“ビリー”ウィリアム・ペルツァー
クランプ・センターの従業員で、チャイナタウン再開発のプロジェクトデザイナー。
“ケイト”キャサリン・ベリンジャー
クランプ・センターの従業員で、案内嬢。前作から引き続きビリーと交際している。
ダニエル・クランプ
クランプ・センターのオーナー。白黒映画ではなくカラー映画を好む。シュレッダーを駆使してグレムリンを1匹撃退したことからビリーの話を信用し、彼に協力する。
終盤でビリーに「ビルをこんなにしてすみませんでした」と謝られたが、「いいよ。この施設は保険に入っているし、次にここは人間が住むのに似つかわしいところじゃなかったからね」と現金な理由ながらも、朗らかに許した上、マーラと恋に落ちた。ドナルド・トランプがモデル。
グランパ・フレッド
クランプ・ケーブル・ネットワーク（CCN）のホラー映画番組の司会者で、ドラキュラ伯爵に扮している。若い頃は報道キャスターになるのが夢だった。
グレムリンによる騒動に便乗し、見学ツアーの参加者であるカメラ小僧のカツジをカメラマンとして引き連れ、ブレインにインタビューするなど、今回の騒動を独断で生中継する。
フォースター
クランプ・センターのセキュリティ担当者で、クランプの右腕。ガールに一目惚れされ、執拗に迫られてしまう。
カテーテル博士
クランプ・センターにテナントを構える研究所の所長。新鮮な細菌を求めている。
マーラ・ブラッドストーン
ビリーの上司。当初はビリーに厳しく当たっていたが、クランプがビリーを評価した途端に色仕掛けで接するようになる。結局は玉砕するものの、終盤にクランプと互いに恋に落ちた。
カツジ
クランプ・センター見学ツアーの参加者の一人。自他共に認めるカメラ小僧で、常に大量のカメラを持ち歩いている。
グレムリンによる騒動を番組の一種と勘違いするが、騒動の渦中にカメラマンとしての才能をフレッドに見込まれ、彼と行動を共にすることになる。
マレー・ファッターマン
ビリーの近所に住んでいた農夫で、前作での騒動が起きる以前からグレムリンの存在を頑なに信じていた唯一の人物。
前作では除雪車を暴走させたグレムリンに自宅を襲撃され、妻のシーラと共に病院に運び込まれたが幸い一命を取り留め、本作では妻と一緒にビリーの元へ来訪。セント・エバ・マリー寺院付近でバットの襲撃を受け、撃退した末に一人クランプ・センターへ潜入し、ビリーに協力する。

## グレムリン
今回登場するグレムリン、モグワイは共に個体差がバラエティに富んでいる。最初に現れるモグワイは4匹とも違いがあり、後から大量出現する通常のグレムリンも2タイプ（茶色と緑色）に分けられる。その後に生まれる新種のグレムリンも含めると、その種類は十数種類に及ぶ。前作ではグレムリンらは独自の言語を使うような描写があったが、本作ではそれが無視され、ある程度人語を喋るようになった。
モホーク
最初に現れたモグワイの一匹。頭にストライプがあり、グレムリン時には連なった鋭い突起に変化している。幾度もギズモをいじめるなど、前作登場したストライプのオマージュが見られる。人間をパンチで気絶させるなど、格闘技にも秀でている。グレムリンの中でも突出して冷酷・残忍な性質を持つ。
後半では、蜘蛛の遺伝子を取り込み、スパイダーモホークに変貌する。ヒロイン2人を絡め捕り窮地に陥れるが、『ロッキー』や『ランボー/怒りの脱出』に影響を受け奮起したギズモに火矢で攻撃され焼死する。
ダフィー
最初に現れたモグワイの一匹。かなり知能が低い。いつも笑い声を立てているが凶暴で、その矛先は仲間にも向けられる。左右の眼球を別々の方向に回転させている。変態前の姿は他の3匹が黒毛なのに対し茶毛のため、ケイトがギズモと間違えて家に連れ帰ってしまった。そのためモホークとは殆ど同行していない。
歯科クリニックでビリーを拷問しようとする場面について、レーザーディスク版の解説は『リトル・ショップ・オブ・ホラーズ』を元ネタと書いているが、"Is It Safe?"という台詞から『マラソンマン』のパロディと思われる（ただし、NHK-BS版まで含めても吹き替え・字幕版でパロディを意識させる翻訳は行われていない）。
ジョージ
最初に現れたモグワイの一匹。エドワード・G・ロビンソンをモデルにしたという親父っぽい顔が特徴。知能は比較的高く、ダフィーとレニーのまとめ役。レニーとコンビで、しょっちゅうレニーに物をぶつけられる。
レニー
最初に現れたモグワイの一匹。愚鈍な性格。特徴的な出っ歯と笑い声からも解る通りモデルはグーフィー。ジョージとコンビで、しょっちゅうジョージに物を当てる。
ブレイン
脳ホルモンを飲んで急激に頭が良くなり、高度な思考と会話力を手に入れた。凸眼鏡をかけている。ニューヨークに憧れ、仲間達を集った。
バット
コウモリのバイオ遺伝子を取り込んだことにより変身し、羽が生えて飛行能力がついたグレムリン。作中では「空を飛ぶ唯一の哺乳類」と紛らわしい翻訳になっているが、手とは別に羽が生えたことを指している。ブレインに日焼け止め遺伝子を注射され太陽の下でも活動できるようになり、研究室の窓をバットマンのバットシグナルの形に破って外へ飛び出した。ファッターマン夫妻を襲うも反撃でセメント塗れになり退散、最後はセント・エバ・マリー寺院でガーゴイルのようにして固まった。
ベジタブル
野菜の素を取り込んで耳がキャベツの葉になり、体中からトマトなどの野菜が生え出したグレムリン。
エレキ
電気の素を取り込み、電線や電話回線を行き来できるようになった実体を持たないグレムリン。電話回線の中では「イドの怪物（『禁断の惑星』）」のようなルックスになる。
ガール
性ホルモンを飲んで女性化したグレムリン。フォースターに一目惚れし、執拗に迫る。物語中モグワイ（ギズモ）を除き、グレムリンでありながら最後まで生き残っており、ウェディングドレス姿でフォースターに迫る場面で物語が幕を閉じる。
ソフト版では最後の台詞だけ、マリリン・モンローとベティ・ブープの吹替えで知られる向井真理子が担当した。

## キャスト
| 役名                     | 俳優 | 日本語吹替                 | 日本語吹替                 |
| 役名                     | 俳優 | ソフト版                   | テレビ朝日版               |
| ------------------------ | --- | -------------------------- | -------------------------- |
| ビリー・ペルツァー       | ザック・ギャリガン                                                                                              | 関俊彦                     | 関俊彦                     |
| ケイト・ベリンジャー     | フィービー・ケイツ                                                                                              | 玉川紗己子                 | 玉川紗己子                 |
| ダニエル・クランプ       | ジョン・グローヴァー                                                                                            | 山寺宏一                   | 野沢那智                   |
| グランパ・フレッド       | ロバート・プロスキー                                                                                            | 宮内幸平                   | 辻村真人                   |
| フォースター             | ロバート・ピカード                                                                                              | 大塚明夫                   | 石塚運昇                   |
| カテーテル博士           | クリストファー・リー                                                                                            | 大木民夫                   | 大木民夫                   |
| マーラ・ブラッドストーン | ハヴィランド・モリス                                                                                            | 勝生真沙子                 | 小山茉美                   |
| マレー・ファッターマン   | ディック・ミラー                                                                                                | 西川幾雄                   | 西川幾雄                   |
| シェイラ・ファッターマン | ジャッキー・ジョセフ                                                                                            | さとうあい                 | 寺内よりえ                 |
| カツジ                   | ゲディ・ワタナベ                                                                                                | 梅津秀行                   | 梅津秀行                   |
| ミスター・ウィン         | ケイ・ルーク | 石井敏郎                   | 石井敏郎                   |
| マイクロウェーブ・マージ | キャスリーン・フリーマン                                                                                        |                            |                            |
| マーティン               | ドン・スタントン                                                                                                | 龍田直樹                   | 増岡弘                     |
| ルイス                   | ダン・スタントン                                                                                                | 玄田哲章                   | 掛川裕彦                   |
| ウォリー                 | ショーン・ネルソン                                                                                              | 大塚芳忠                   | 大塚芳忠                   |
| クビにされる従業員       | ヘンリー・ギブソン                                                                                              |                            |                            |
| 清掃員                   | ジョン・アスティン                                                                                              | 広瀬正志                   | 広瀬正志                   |
| 警備員                   | リック・ダコマン                                                                                                | 掛川裕彦                   | 掛川裕彦                   |
| 郵便配達人               | レイモンド・クルス                                                                                              | 塩沢兼人                   | 塩沢兼人                   |
| ペギー                   | ジュリア・スウィーニー                                                                                          | ならはしみき               | ならはしみき               |
| ヨーグルト店の客         | パトリカ・ダーボ                                                                                                | 坂本千夏                   |                            |
| ヨーグルト店の客         | ジェリー・ゴールドスミス                                                                                        | 石井敏郎                   | 石井敏郎                   |
| 消防員                   | イザイア・ウィットロック・Jr                                                                                    |                            |                            |
| S.W.A.T リーダー         | ディーン・ノリス                                                                                                |                            |                            |
| ギズモ（モグワイ）（声） | ホーウィー・マンデル                                                                                            | 滝沢久美子                 | 滝沢久美子                 |
| ブレイン（声）           | トニー・ランドール                                                                                              | 緒方賢一                   | 緒方賢一                   |
| モホーク（声）           | フランク・ウェルカー                                                                                            | 龍田直樹                   | 長島雄一                   |
| レニー（声）             | マーク・ドッドソン                                                                                              | 吹替なし                   | 吹替なし                   |
| ジョージ（声）           | マーク・ドッドソン                                                                                              |                            |                            |
| ダフィー (声）           | マーク・ドッドソン                                                                                              | 龍田直樹                   | 増岡弘                     |
| ガール（声）             | 不明 | 向井真理子                 | 川浪葉子                   |
| グレムリン（声）         | フランク・ウェルカー カーク・サッチャー マーク・ドッドソン ジョー・ダンテ ザック・ギャリガン マイケル・シーハン | 梅津秀行 龍田直樹 広瀬正志 | 梅津秀行 長島雄一 広瀬正志 |
| アナウンス（声）         | ニール・ロス | 江原正士                   | 大塚芳忠                   |
| バッグス・バニー（声）   | ジェフ・バーグマン                                                                                              | 富山敬                     | 登場シーンカット           |
| ダフィー・ダック（声）   | ジェフ・バーグマン                                                                                              | 江原正士                   | 登場シーンカット           |
| ポーキー・ピッグ（声）   | ジェフ・バーグマン                                                                                              | 兼本新吾                   | 登場シーンカット           |
| レオナルド・モルティン   | レオナルド・モルティン                                                                                          | 島香裕                     |                            |
| 劇場支配人               | ポール・バーテル                                                                                                | 広瀬正志                   | 広瀬正志                   |
| ジョン・ランボー         | シルヴェスター・スタローン                                                                                      | 玄田哲章                   | 玄田哲章                   |
| ハルク・ホーガン         | ハルク・ホーガン                                                                                                | 飯塚昭三                   | 飯塚昭三                   |
| ジョン・ウェイン         | 不明 | 兼本新吾                   |                            |

その他の日本語吹替キャスト
- ソフト版：江森浩子、松岡洋子、秋元羊介
- テレビ朝日版：田原アルノ、江森浩子、秋元羊介、竹口安芸子、小島敏彦、亀井芳子、沢海陽子、松岡洋子

※日本語吹替は上記の他、フィービー・ケイツを原えりこが吹き替えたものがある。

## 日本語版スタッフ

### 字幕版
- 翻訳：菊池浩司

### ソフト版吹替
- 演出：山田悦司
- 翻訳：古田由紀子
- 録音：山下裕康
- 効果：小川勝男
- 制作：ワーナー・ホーム・ビデオ、プロセンスタジオ

### テレビ朝日版吹替
- 演出：福永莞爾
- 翻訳：武満眞樹
- 効果：リレーション
- 調整：山田太平
- 制作：ムービーテレビジョン
- 初回放送：1994年4月17日 『日曜洋画劇場』 21:02-23:02

## 地上波放送履歴
| 回数  | テレビ局   | 番組名             | 放送日         | 吹替版       |
| ----- | ---------- | ------------------ | -------------- | ------------ |
| 初回  | テレビ朝日 | 日曜洋画劇場       | 1994年4月17日  | テレビ朝日版 |
| 2回目 | フジテレビ | ゴールデン洋画劇場 | 1996年8月24日  | テレビ朝日版 |
| 3回目 | テレビ朝日 | 日曜洋画劇場       | 1999年3月14日  | テレビ朝日版 |
| 4回目 | テレビ東京 | 午後のロードショー | 2009年8月24日  | ソフト版     |
| 5回目 | テレビ東京 | 午後のロードショー | 2023年12月18日 | ソフト版     |

## 評価
レビュー・アグリゲーターのRotten Tomatoesでは66件のレビューで支持率は71%、平均点は6.70/10となった。Metacriticでは28件のレビューを基に加重平均値が69/100となった。

## 備考
- タイトルバックのニューヨーク空撮は制作費の都合から『スーパーマンIV/最強の敵』の映像を流用したことがDVD版スタッフ・キャストの解説で語られている。
- グレムリンの出すゲップは全てザック・ギャリガンによるもの。
- 前作がヒットすると、ワーナーはすぐに続編の企画を始めたが、監督のジョー・ダンテは「前作で充分だ」と断った。よってダンテ抜きで企画が進められ、グレムリンがラスベガスや火星に行く脚本が練られたが、その企画は頓挫し、ワーナーは「前作の5倍の予算を出すから、上映時間2時間以内なら何でもいい」という条件を出し、ダンテは監督を引き受けた。
- 中盤にグレムリンたちが映画自体を乗っ取る劇中劇演出の場面が存在するが、劇場公開時とVHS収録版で展開が異なる。
  - 劇場公開版ではグレムリンが映画館を荒らし、観客として座っていたハルク・ホーガンが騒動を収める。DVD・BDにはこのバージョンが収録されている。レーザーディスクには該当の場面が巻末に特典として収録されている（字幕版・吹替版共通仕様）。
  - VHSおよびレーザーディスク版では画面にノイズが走り、しばらくグレムリン達が悪戯した後に西部劇風のセットに移行して保安官=ジョン・ウェインがグレムリンと撃ち合いを始める（日中の場面は1972年の『11人のカウボーイ』、夜間の場面は1973年の『ビッグケーヒル』から）。途中に映り込むバッグス・バニーの映像は1943年のルーニー・テューンズ『バニーの大墜落（Falling Hare）』からのもの。画面が乱れ始めるタイミングも劇場公開版と異なる。DVD・BDにはこのシーンが特典映像として収録されている（英語音声＋字幕版のみ）。
- 海洋堂から撮影に使用されたグレムリン（モホーク）のプロップ原型を直接型取りしたソフトビニールキットが発売された。

## ゲーム
- グレムリン2 -新・種・誕・生-ファミリーコンピュータ版が1990年12月14日、ゲームボーイ版が同年12月21日にサンソフトより発売。FC版が見下ろし型、GB版が横スクロール型のアクションゲーム。